# Filtisaf
La société de filatures et tissages africains (Filtisaf), est une société textile fondée le 21 août 1946 par l'Union Cotonnière (UCO) et des investisseurs américains, sous la forme de Société à responsabilité limitée (SARL).

## Histoire
La Filtisaf est une société créée en 1946 par l'Union cotonnière et le groupe de la Société générale, dont un tiers des actions sont détenues par la famille Rockefeller.
En 1947, la société construit une usine à Kalemie, au bord du lac Tanganika, donnant du travail à près de 1 500 ouvriers. La FILTISAF est reprise vers le milieu des années 1980 par le groupe brassicole Unibra, pour être ensuite cédée à l'État zaïrois (actuellement République démocratique du Congo) au début des années 1990. Elle tombe en faillite en 1991.
En 2017, les anciennes installations de Filtisaf, à l'abandon depuis plusieurs années sont acquises par la Nouvelle cotonnière du Tanganyika (Cotanga).

## Équipements annexes
Sur la colline à côté de l'usine, entre la Lukuga et l'aéroport, près du quartier Sinfo le quartier résidentiel Filtisaf accueille les expatriés et les cadres indigènes ; le personnel ouvrier est logé dans de petites maisons individuelles,.
Dès l'implantation de l'usine, un poste de santé est créé pour offrir gratuitement des soins aux agents,. En 1971, ce poste de santé devient un hôpital qui emploie 24 infirmiers et à la direction duquel des médecins blancs se succèdent jusqu'en 1989, année de l'accession du premier médecin noir à ce poste. Après la faillite de la Filtisaf, l'hôpital poursuit son activité jusqu'en 2004 ; en 2011, il est cédé à l'université de Kalemie et devient les cliniques universitaires de Kalemie.
Un centre de délassement avec club house, tennis et piscine est à la disposition des cadres expatriés et indigènes.Un cercle récréatif est construit pour les travailleurs en 1958.